# Marcus Paus
Marcus Paus (ˈmɑ̀rkʉs ˈpæʉs) (Oslo, 14. listopada 1979.), norveški skladatelj.
Jedan je od najpoznatijih skladatelja Skandinavije, a poznat je po tome što je fokusiran na tradiciju, tonalitet i melodiju. Piše komornu glazbu, zborske radove, samostalne radove, koncerte, orkestar, opere, simfonije i kinematografsku glazbu.